# Chilly (Alta Saboia)
Chilly é uma comuna francesa na região administrativa de Auvérnia-Ródano-Alpes, no departamento da Alta Saboia. Estende-se por uma área de 18.58 km². Em 2010 a comuna tinha 1 436 habitantes (densidade: 77,3 hab./km²).